# Maréchalkreek
Maréchalkreek is een dorp en een van de zes ressorten waaruit het Surinaamse district Brokopondo bestaat.
In het noorden en oosten grenst het ressort aan het district Para, in het zuiden aan het ressort Klaaskreek en in het westen aan Kwakoegron.
In 2004 had Maréchalkreek volgens cijfers van het Centraal Bureau voor Burgerzaken (CBB) 1001 inwoners.